# Gapmask
Gapmask (latin: Syngamus trachea) är en rundmaskart (nematod) som först beskrevs av Montagu 1811.  Syngamus trachea ingår i släktet Syngamus och familjen Syngamidae. Arten är reproducerande i Sverige. Inga underarter finns listade i Catalogue of Life.

## Beskrivning
Gapmask förekommer som parasit hos fåglar, bland annat hos hönsfåglar, tättingar och duvor. Den sprids via ägg, larver eller genom maskar, sniglar eller insekter som är infekterade av gapmask. Gapmasken finns spridd över hela världen och når i Sverige upp till södra delen av Norrland.

## Namnet
Den vuxna masken lever i värddjurets luftrör och är oftast fäst i luftstrupens slemhinna. Där kan den försvåra inandningsluften från att strömma fritt, vilket gör att fågeln ofta gapar för att lättare få luft. Detta gapande har gett upphov till det svenska artnamnet på masken. Denna parasitsjukdom kallas gapsjuka.